# MPEG-4
MPEG-4 је стандард који је развила MPEG (енгл. Moving Picture Experts Group - MPEG) група, да би обезбедила платформу за широк спектар мултимедијалних апликација, првенствено за пренос висококвалитетног видеа преко Интернета, како уживо (енгл. streaming) тако и за одложено емитовање, будући да стандарди видео компресије -1 и -2, нису довољно флексибилни да задовоље постављене захтеве.
MPEG-4 је развијен 1993, а усвојен 1999. године. 
MPEG-4 обезбеђује кључне технологије које омогућавају кориснику да лако прегледа, приступа и манипулише аудио-видео садржајем. Осим компресије, овај стандард поседује и технику енгл. video layers, мултидимензионалних објеката, врши сепарацију визуелних компоненти у те слојеве, може да их компресује са различитим битским протоцима.
MPEG-4 стандард је оптимизован за следеће распоне битског протока:
- испод 64 kbps
- између 64 и 384 kbps
- између 384 kbps и 4 Mbps

Прва имплементација је била у Мајкрософтовој Microsoft NetShow
технологији уграђеној у MS Media Player 6.4.